# Лицо, ищущее убежище
Искатель (проситель) убежища или лицо, ищущее убежище — лицо, которое покидает свою страну проживания и въезжает в другое государство, где подаёт заявление о предоставлении убежища (то есть международной защиты). Проситель убежища — вынужденный мигрант, который покинул своё государство по причине преследования или других факторов, причиняющих вред ему или его семье. Если заявление просителя убежища будет удовлетворено, то он получит статус беженца. Термины «проситель убежища» и «беженец» часто путают.
Человек становится искателем (просителем) убежища, подав официальное заявление на право остаться в другой стране, и сохраняет этот статус до тех пор, пока по заявлению не будет принято решение. Соответствующие миграционные власти страны убежища определяют, будет ли лицу, ищущему убежище, предоставлена защита и станет ли оно официально признанным беженцем, или в предоставлении убежища ему будет отказано, и лицо, ищущее убежище, попросят покинуть страну, и может даже депортируют.
Лицо, ищущее убежище, может быть признано беженцем и ему может быть предоставлен статус беженца, если его обстоятельства подпадают под определение беженца в соответствии с Конвенцией о статусе беженцев 1951 года или другими документами, такими как Европейская конвенция о правах человека. Однако страны, подписавшие Конвенцию о статусе беженцев, создают свои собственные политики для оценки статуса лиц, ищущих убежище, и статистика лиц, ищущих убежище, чьи заявления о международной защите были приняты, варьируется каждый год от страны к стране.

## Типы убежища и защиты
Убежище как институт не ограничивается категорией лиц, имеющих право на статус беженца. Напротив, этот институт появился ещё до зарождения международного режима защиты беженцев.
Лицам, ищущим убежище, которые совершили преступления против мира, военное преступление, преступление против человечности, другие серьёзные преступления неполитического характера или действия которых противоречат целям и принципам Организации Объединённых Наций, отказывается в международной защите.

### Статус беженца по конвенции
Государства связаны обязательством предоставлять убежище людям, подпадающим под определение Конвенции о статусе беженцев 1951 года и Протокола 1967 года. Определения беженца 1951 и 1967 годов являются строгими и исключительными, и лица, подпадающие под это определение, называются беженцами по Конвенции, а их статус — статусом беженцев по Конвенции. Лицам, не подпадающим под это определение, всё же могут быть предоставлены дополнительные формы международной защиты, если они подпадают под другие определения беженцев.
Определение того, является ли человек беженцем или нет, чаще всего предоставляется определённым правительственным учреждениям в стране пребывания. В некоторых странах определение статуса беженца осуществляется Управлением верховного комиссара ООН по делам беженцев. Бремя обоснования ходатайства о предоставлении убежища лежит на заявителе, который должен доказать, что он имеет право на защиту.
Во многих странах информация о стране происхождения используется миграционными властями при рассмотрении заявлений о предоставлении убежища, и правительства заказывают исследования для проверки точности своих страновых отчётов. В некоторых странах изучались показатели отказов в принятии решений сотрудниками миграционных служб, и было установлено, что отдельные сотрудники отказывают большему числу заявителей, чем другие, оценивающие аналогичные дела. Миграционные служащие должны стандартизировать причины принятия или отклонения заявлений, чтобы решение одного арбитра было согласовано с решением коллег.
Определение беженца в Конвенции 1951 г. является общеобязательным, но существует множество других определений, согласно которым защита может предоставляться людям, не подпадающим под это определение.

### Статус дополнительной защиты
Дополнительная защита — это международная защита лиц, ищущих убежище, которые не квалифицируются как беженцы. Это вариант получения убежища для тех, кто не имеет веских оснований опасаться преследований (что требуется для получения статуса беженца в соответствии с Конвенцией 1951 г.), но имеет значительный риск подвергнуться смертной казни, пыткам или другому жестокому обращению, если они будут возвращены в страну происхождения. Это в том числе включает в себя опасения по причинам войны, насилия, государственных конфликтов и массовых нарушений прав человека. Всеобщая декларация прав человека и право Европейского союза дают более широкое определение того, кто имеет право на убежище.

## Процессы определения статуса

### Групповое определение
Лицам, ищущим убежище, может быть предоставлен статус беженца на групповой основе. Беженцы, прибывшие с целью определения группового статуса, также называются беженцами prima facie. Это делается в ситуациях, когда причины обращения за статусом беженца, как правило, хорошо известны, и в противном случае индивидуальная оценка перегрузила бы работу миграционных служб. Групповое определение легче проводить в государствах, которые не только приняли определение беженца по Конвенции 1951 года, но также используют определение беженца, которое включает людей, спасающихся от неизбирательного или общего насилия, которые не охватываются Конвенцией 1951 года.

### Индивидуальная оценка
Для лиц, которые не въезжают в страну в составе крупной группы, проводятся индивидуальные интервью для выяснения наличия у человека достаточных оснований для прошения убежища.

### Обжалование
Во многих странах искатели убежища могут обжаловать отказ в суде или комиссии по пересмотру решений миграционной службы.

## Права просителей убежища
В ожидании решения лица, ищущие убежища, имеют ограниченные права в стране убежища. В большинстве стран им не разрешают работать, а в некоторых странах они даже не могут быть волонтёрами. В некоторых странах им не разрешается свободно передвигаться внутри страны. Даже доступ к медицинскому обслуживанию ограничен. В Европейском союзе лица, которым ещё не предоставлен официальный статус беженцев и которые всё ещё находятся в процессе рассмотрения заявления на международную защиту, имеют некоторые ограниченные права на доступ к медицинской помощи. К ним относится доступ к медицинской и психологической помощи. Однако права могут отличаться в зависимости от страны пребывания. Например, в соответствии с Законом ФРГ о предоставлении социальной помощи лицам, претендующим на получение убежища, лица, ищущие убежище в Германии, не получают первичной медицинской помощи и могут получать только неотложную медицинскую помощь, вакцинацию, помощь при беременности и родах предоставляется с ограничениями на специализированную помощь.

## Проблемы
Неправительственные организации, занимающиеся беженцами и искателями убежища, указали на трудности, с которыми лица, ищущие убежище в промышленно развитых странах могут столкнуться. Поскольку миграционная политика во многих странах часто направлена на борьбу с нерегулярной миграцией и усиление пограничного контроля, она удерживает перемещённых лиц от въезда на территорию, на которой они могли бы подать заявление о предоставлении убежища. Отсутствие возможности легального доступа к процедурам предоставления убежища может вынудить лиц предпринимать зачастую дорогостоящие и опасные попытки незаконного въезда.
В последние годы общественность, а также политики многих стран всё больше сосредотачиваются на беженцах, прибывающих в результате переселения в третьи страны, и уделяют всё меньше внимания лицам, ищущим убежища, и тем, кто уже получил статус беженца, но не переселился. Лица, ищущие убежища, даже называются «прыгунами в очереди» (queue jumpers), потому что они не дожидаются своего шанса на переселение.

### Нищета
Поскольку лицам, ищущим убежища, часто приходится месяцами или годами ждать результатов своих ходатайств о предоставлении убежища и поскольку им обычно не разрешают работать и они получают лишь минимальную финансовую поддержку или вообще не получают её, нищета представляет собой значительный риск.
Лица, ищущие убежище, обычно получают некоторую поддержку от правительства, пока их заявление рассматривается. Однако в некоторых странах эта поддержка прекращается сразу после получения статуса беженца. Тем не менее, тот факт, что лицу был предоставлен статус беженца, не означает, что он уже получил все документы, необходимые для начала новой жизни.

## Отказ в убежище
Часто бывает, что страна не признаёт статус беженцев для лиц, ищущих убежища, и не рассматривает их как «законных мигрантов» и, таким образом, обращается с ними как с незадокументированными иностранцами. Если ходатайство о предоставлении убежища было отклонено, считается, что просителю убежища отказано в предоставлении убежища. Некоторым лицам, получившим отказ в предоставлении убежища, разрешается временно остаться: некоторые возвращаются домой добровольно, а некоторые возвращаются принудительно. Последние чаще всего перед депортацией содержатся под стражей.

### Связанные организации
- Организация по делам беженцев и миграции[12]
- Международная амнистия
- Международный Комитет Красного Креста
- Сеть международных городов-убежищ